# Marcos Brugués
Marcos Mariano Brugués (San Nicolás, Provincia de Buenos Aires, 24 de septiembre de 1993) es un piloto argentino de automovilismo de velocidad. Desarrolló su carrera deportiva a nivel zonal compitiendo en la Fórmula Bonaerense de Fedenor y en las categorías nacionales Turismo Pista y Top Race Junior. Sus inicios deportivos tuvieron lugar en el karting, donde compitió desde 1999 hasta 2007, dando luego paso a su debut en la Fórmula de Fedenor, alternando entre las divisionales de 1100cc. y 1400 cc. Tras estas experiencias, en 2011 tuvo su primer contacto con un automóvil de turismo debutando en la Clase 2 del Turismo Pista y pasando al año siguiente a competir en la Clase 3
Su debut a nivel nacional se produjo en el año 2011, desarrollando una única competencia al comando de un Fiat Uno de la Clase 2 del Turismo Pista, en la última fecha de esa temporada. Luego de la misma, continuó en Fedenor hasta su debut en la Clase 3 del TP, donde ingresó al comando de un Ford Fiesta. Su carrera continuó en los años siguientes entre 2014 y 2016, alternando la conducción entre el Fiesta, un Ford Escort, un Volkswagen Gol y un Renault Clio. Tras estas experiencias, en 2017 decidió cambiar de aires sumándose a la divisional Top Race Junior donde compitió al comando de un prototipo identificado con los rasgos de diseño del modelo de producción Ford Mondeo IV, con el que obtuvo importantes resultados.

## Trayectoria
| Año  | Categoría                                     | Marca              |
| ---- | --------------------------------------------- | ------------------ |
| 2007 | Debut en Fórmula Bonaerense 1100 de FEDENOR   | Crespi-Renault     |
| 2008 | Fórmula Bonaerense 1400 de FEDENOR            | Crespi-Renault     |
| 2009 | Fórmula Bonaerense 1400 de FEDENOR            | Crespi-Renault     |
| 2010 | Fórmula Bonaerense 1400 de FEDENOR            | Crespi-Renault     |
| 2011 | Fórmula Bonaerense 1400 de FEDENOR            | Crespi-Renault     |
| 2011 | Debut en Clase 2 del Turismo Pista, 1 carrera | Fiat Uno           |
| 2012 | Fórmula Bonaerense 1400 de FEDENOR            | Crespi-Renault     |
| 2012 | Debut en Clase 3 del Turismo Pista, 1 carrera | Ford Fiesta Max    |
| 2013 | Fórmula Bonaerense 1400 de FEDENOR            | Crespi-Renault     |
| 2014 | Clase 3 del Turismo Pista                     | Ford Fiesta Max    |
| 2014 | Clase 3 del Turismo Pista                     | Ford Escort Zetec  |
| 2014 | Clase 3 del Turismo Pista                     | Volkswagen Gol     |
| 2015 | Clase 3 del Turismo Pista                     | Volkswagen Gol     |
| 2015 | Clase 3 del Turismo Pista                     | Renault Clio       |
| 2016 | Clase 3 del Turismo Pista                     | Renault Clio       |
| 2017 | Debut en Top Race Junior                      | Ford Mondeo Junior |
| 2018 | Top Race Junior                               | Ford Mondeo Junior |
| 2019 | Debut en TC 2000, 1 carrera                   | Fiat Tipo          |
| 2019 | Debut en Top Race Series                      | Ford Mondeo Series |

### Trayectoria en Top Race
| Temporada | Categoría       | Vehículo           | Equipo          | Posición final    |
| --------- | --------------- | ------------------ | --------------- | ----------------- |
| 2017      | Top Race Junior | Ford Mondeo Junior | Olivieri Racing | 7º (69.00 puntos) |
| 2018      | Top Race Junior | Ford Mondeo Junior | SDE Competición | 4º (95.00 puntos) |
| 2019      | Top Race Series | Ford Mondeo Series | Olivieri Racing | En disputa        |

- [11]

## Resultados

### TC 2000
| Año  | Equipo        | Auto         | 1  | 2  | 3   | 4   | 5    | 6    | 7   | 8   | 9     | 10    | 11  | 12  | 13  | 14  | 15   | 16    | 17    | 18  | 19  | 20    | 21    | 22     | 23     | Res. | Puntos |
| ---- | ------------- | ------------ | -- | -- | --- | --- | ---- | ---- | --- | --- | ----- | ----- | --- | --- | --- | --- | ---- | ----- | ----- | --- | --- | ----- | ----- | ------ | ------ | ---- | ------ |
| 2019 |               |              | AG | AG | OLA | OLA | RC I | RC I | CDU | CDU | PAR I | PAR I | SNI | SNI | ROS | ROS | BA I | RC II | RC II | OBE | OBE | BA II | BA II | PAR II | PAR II | -    | 0      |
| 2019 | JM Motorsport | Fiat Tipo II |    |    | 15  | Ret |      |      |     |     |       |       |     |     |     |     |      |       |       |     |     |       |       |        |        | -    | 0      |